# Histioea monticola
Histioea monticola là một loài bướm đêm thuộc phân họ Arctiinae, họ Erebidae.